# Farnace (Vivaldi)
Farnace (RV 711) è un dramma per musica in tre atti del compositore Antonio Vivaldi su libretto di Antonio Maria Lucchini. L'opera andò in scena per la prima volta al Teatro Sant'Angelo di Venezia, il 10 febbraio 1727 e fu quindi ripetutamente ripresa e profondamente riveduta negli anni successivi, prima di cadere in oblio come il resto della produzione vivaldiana.

## Argomento
L'argomento del Farnace fu oggetto di parecchio interesse nel corso di tutto il XVIII secolo. Una prima versione, su libretto di Lorenzo Morari, era stata composta da Antonio Caldara, per il Teatro Sant'Angelo di Venezia nel 1703, mentre il testo poi musicato da Vivaldi, era stato inizialmente intonato da Leonardo Vinci nel 1724.
Successivamente, un altro Farnace fu composto da Francesco Corselli, al secolo François Courcelle (1705–1778), per il Teatro Real del Buen Retiro di Madrid, nel 1739, ed altre opere con lo stesso titolo vennero composte fino agli anni 1780. Una delle più famose tra queste, fu quella scritta da Josef Mysliveček per il Teatro di San Carlo di Napoli nel 1767. Nonostante ciò, è principalmente quella di Vivaldi a riscuotere ancora un certo interesse ai giorni nostri.

## Personaggi e voci
| Personaggio | Voce                    | Interpreti della prima esecuzione (10 febbraio 1727) |
| ----------- | ----------------------- | ---------------------------------------------------- |
| Farnace     | contralto (in travesti) | Maria Maddalena Pieri                                |
| Tamiri      | contralto               | Anna Girò                                            |
| Berenice    | contralto               | Angela Capuano Romana, chiamata anche "la Capuanina" |
| Pompeo      | tenore                  | Lorenzo Moretti                                      |
| Selinda     | contralto               | Lucrezia Baldini                                     |
| Gilade      | soprano castrato        | Filippo Finazzi                                      |
| Aquilio     | contralto castrato      | Domenico Giuseppe Galletti                           |

## Trama
L'opera narra la storia di Farnace II; secondo gli usi del tempo non vi è verità storica nel libretto, in quanto il destino di Farnace è molto diverso da quello narrato nei libri di storia. 
Farnace, re del Ponto, è stato sconfitto, e per evitare la loro caduta nelle mani del nemico, ordina alla moglie, Tamiri, di uccidere il loro figlio e quindi se stessa. La madre di Tamiri, Berenice, odia Farnace e trama con Pompeo, il vincitore romano, di ucciderlo. Selinda, la sorella di Farnace, è fatta prigioniera dal romano Aquilio, che si innamora di lei, così come il capitano Gilade di Berenice. Selinda li mette l'uno contro l'altro nel tentativo di salvare il fratello. In qualche modo, la vicenda si conclude felicemente e tutti sono risparmiati.

## Registrazione
- Jordi Savall ha registrato l'opera di Vivaldi nel corso di una esecuzione dal vivo (al Teatro de la Zarzuela di Madrid), aggiungendo alcuni pezzi dell'opera di Corselli. Fra i solisti Sara Mingardo. Farnace / Antonio Vivaldi - Jordi Savall, Le Concert des Nations, Coro del Teatro de la Zarzuela - Alia Vox 9822
- Diego Fasolis, I Barocchisti, Coro della Radiotelevisione svizzera, Lugano - Max Emanuel Cencic, Ruxandra Donose, Mary Ellen Nesi, Ann Hallenberg, Karina Gauvin, Daniel Behle, Emiliano Gonzalez Toro - Virgin Classics, 2010. (Prima registrazione assoluta della versione di Ferrara 1738)
- Federico Maria Sardelli, Orchestra del Maggio Musicale Fiorentino, Firenze - Mary-Ellen Nesi, Sonia Prina, Roberta Mameli, Delphine Galou, Loriana Castellano, Magnus Staveland, Emanuele D'Aguanno (prima rappresentazione assoluta della versione del 1738, RV 711-G)